# Рогізна (Житомирський район)

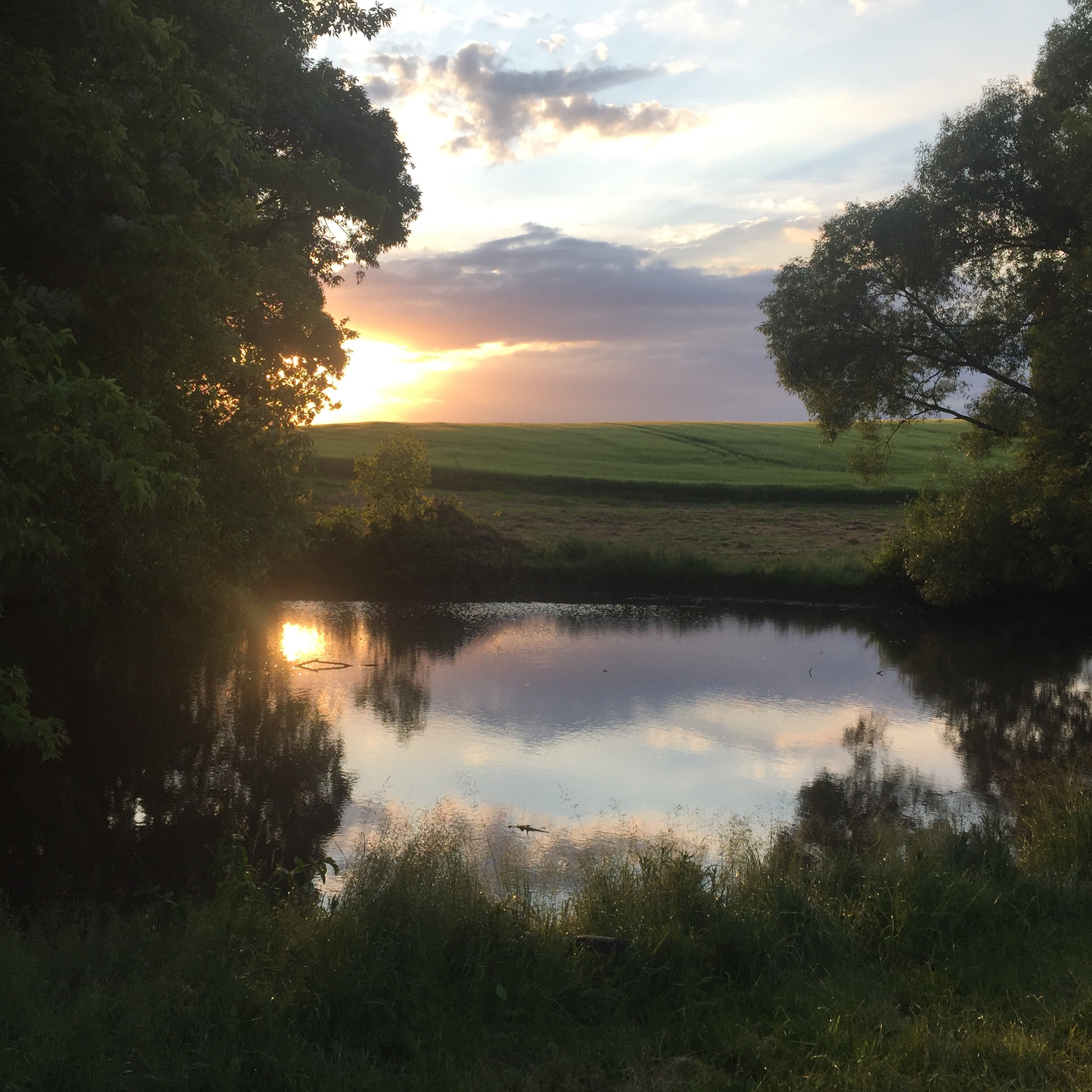

Рогі́зна — село в Україні, у Житомирському районі Житомирської області. Входить до складу Любарської селищної громади. Населення становить 284 осіб.

## Історія
У 1906 році село Остропільської волості Новоград-Волинського повіту Волинської губернії. Відстань від повітового міста 110 верст, від волості 12. Дворів 122, мешканців 808.
1 листопада 1921 року під час Листопадового рейду в районі Рогізної проходив бій між Подільською групою (командувач Михайло Палій-Сидорянський) Армії Української Народної Республіки та 7-м кавалерійським полком (командир — Ілля Дубинський) 1-ї бригади 2-ї кавалерійської дивізії московських військ, що переслідував групу.
5 лютого 1965 року Указом Президії Верховної Ради Української РСР передано села Бичева та Рогізна Мшанецької сільради Старокостянтинівського району Хмельницької області до складу Любарського району Житомирської області з підпорядкуванням сіл Великоволицькій сільській Раді.

## Населення

### Мова
Розподіл населення за рідною мовою за даними перепису 2001 року:
| Мова       | Кількість | Відсоток |
| ---------- | --------- | -------- |
| українська | 277       | 97.54%   |
| російська  | 5         | 1.76%    |
| білоруська | 2         | 0.70%    |
| Усього     | 284       | 100%     |

## Постаті
- Батюк Валентин Євгенович — солдат Збройних сил України, учасник російсько-української війни, загинув у боях за Савур-могилу.